# Resorte

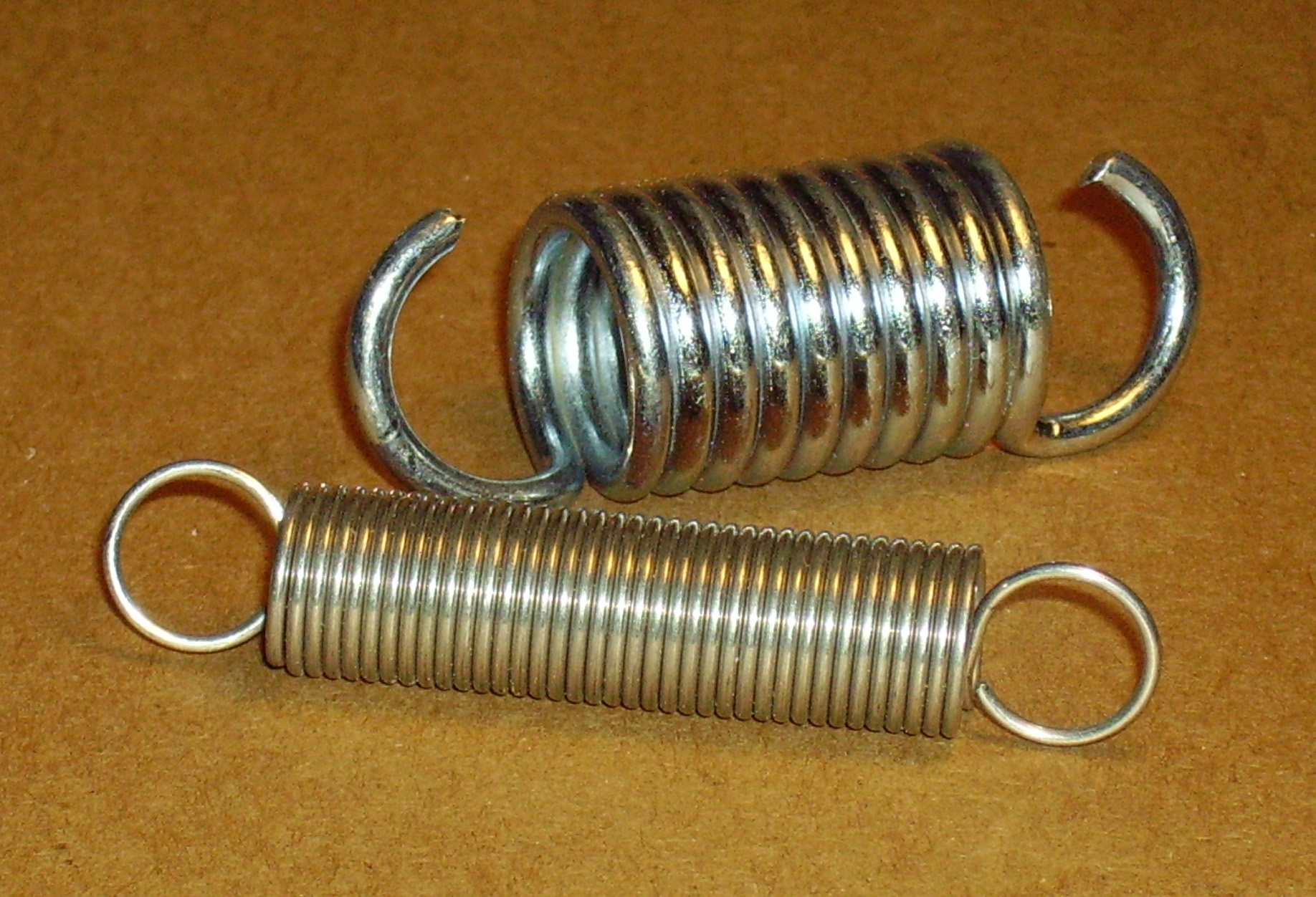
Resortes de tracción

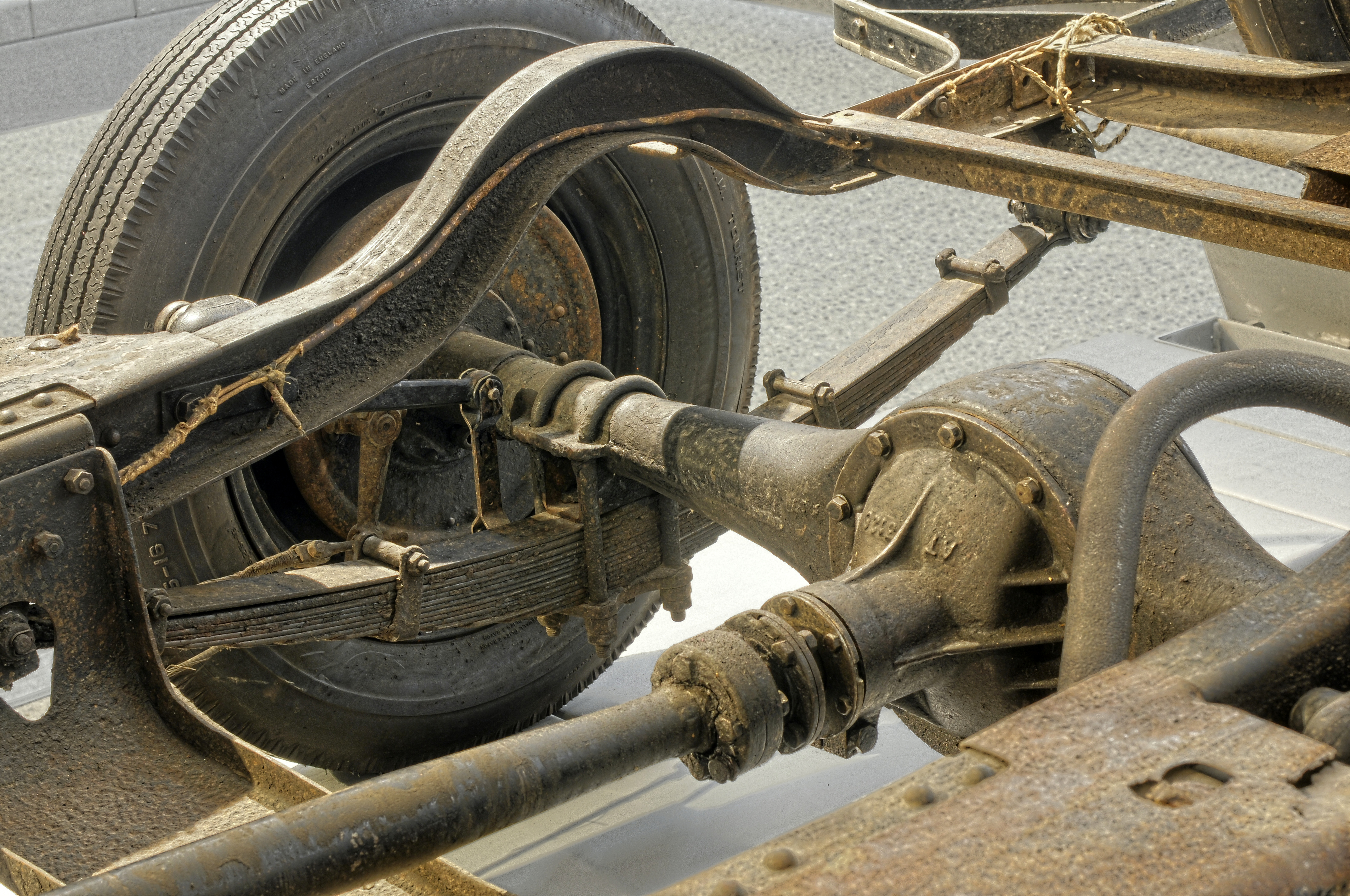
Ballesta (resorte que trabaja a flexión) de la suspensión de un modelo Skoda

Se conoce como resorte (o muelle) a un elemento elástico capaz de almacenar energía y desprenderse de ella sin sufrir deformación permanente (deformación plástica) cuando cesan las fuerzas o la tensión a las que es sometido. Se fabrican con una gran diversidad de formas y dimensiones utilizándose materiales muy diversos, tales como acero al carbono, acero inoxidable, acero al cromo-silicio, cromo-vanadio, bronces o plástico; materiales que presentan propiedades elásticas.
Tienen gran cantidad de aplicaciones en todo tipo de productos de uso cotidiano, en herramientas y máquinas, o en diversas clases de dispositivos mecánicos (como en las suspensiones de los vehículos). Su propósito, con frecuencia, se adapta a las situaciones en las que se requiere aplicar una fuerza y que esta sea retornada en forma de energía. Siempre están diseñados para ofrecer resistencia o amortiguar las solicitaciones externas.

## Historia

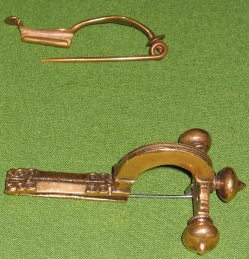
Fíbula de Certosa, cultura de La Tène (arriba); y broche procedente de la antigua Roma (abajo)

El uso de materiales elásticos con formas simples, como los arcos de madera utilizados para disparar flechas, tiene su origen en tiempos prehistóricos, y se han hallado ejemplos de hace más de 60.000 años. En la Edad del Bronce ya existían tipos de muelles más complejos en muchas culturas, que formaban parte de utensilios sencillos como las fíbulas usadas para sujetar los vestidos, o las pinzas para manejar objetos pequeños. Ctesibio de Alejandría fabricó aleaciones de bronce con un mayor contenido de estaño para obtener muelles con propiedades elásticas especiales, endureciendo el material mediante martilleo después de ser moldeado.
Los resortes de tiras de chapa metálica enrollada se han utilizado como acumuladores de energía para accionar relojes desde principios del siglo XV, apareciendo en los relojes de bolsillo a comienzos del siglo XVI. El resorte espiral que forma parte del volante regulador inventado por Christiaan Huygens sería introducido por primera vez en un reloj de bolsillo por Salomon Coster en 1673.
En 1676, el físico británico Robert Hooke formuló su conocida Ley de la elasticidad que modeliza el comportamiento de los resortes: la deformación de un muelle es proporcional a la fuerza aplicada sobre el mismo.
Con la aparición del ferrocarril en las primeras décadas del siglo XIX, y coincidiendo con los progresos de la metalurgia y el desarrollo de las primeras máquinas herramienta, la manufactura de los muelles pasó de ser un proceso artesanal (de forma que cada armero, cerrajero, relojero o herrero construía individualmente los muelles que necesitaba para los objetos que producía) a convertirse en un proceso industrial, produciéndose en serie miles de resortes estandarizados que formaban parte de todo tipo de máquinas fabricadas en masa (como relojes, máquinas de coser, telares, todo tipo de armas, motores de explosión, automóviles, motocicletas, muebles, colchones o electrodomésticos). A partir de entonces, los resortes han formando una parte fundamental de todo tipo de utensilios más o menos complejos (desde un simple imperdible, hasta la suspensión de una locomotora de más de cien toneladas de peso), y se ha ampliado la gama de tipos de muelles disponibles, fabricados en todo tipo de materiales (desde las clásicas aleaciones metálicas, hasta compuestos plásticos especiales).

## Tipos

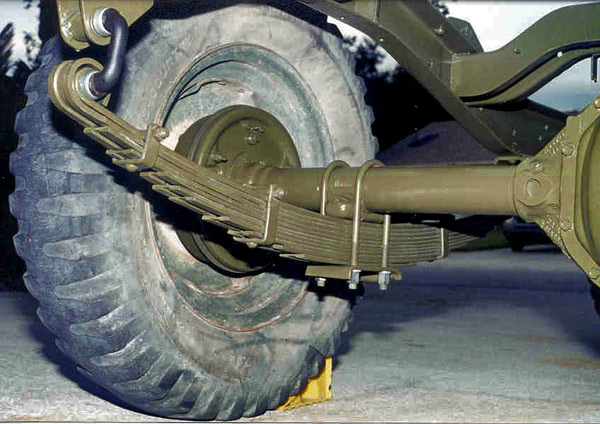
Muelle plano: suspensión de ballesta de un camión

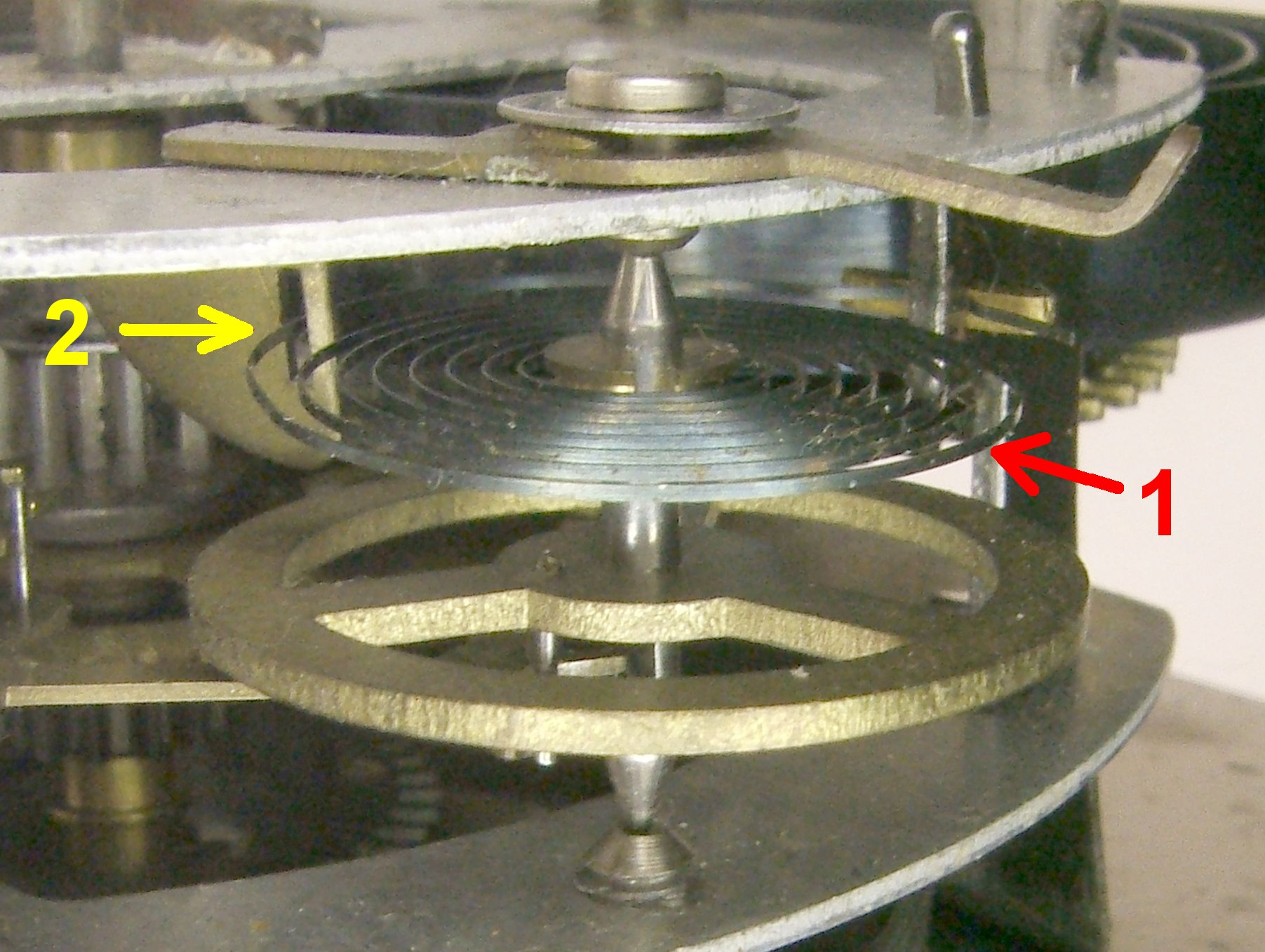
Muelle espiral: resorte regulador de un reloj despertador

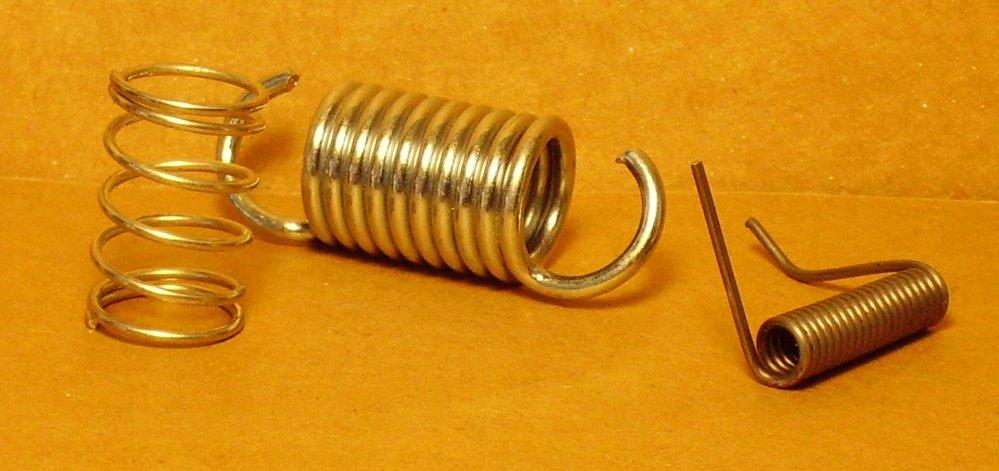
Muelle helicoidal: distintos tipos

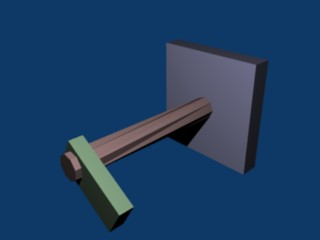
Barra de torsión: pieza prismática retorcida

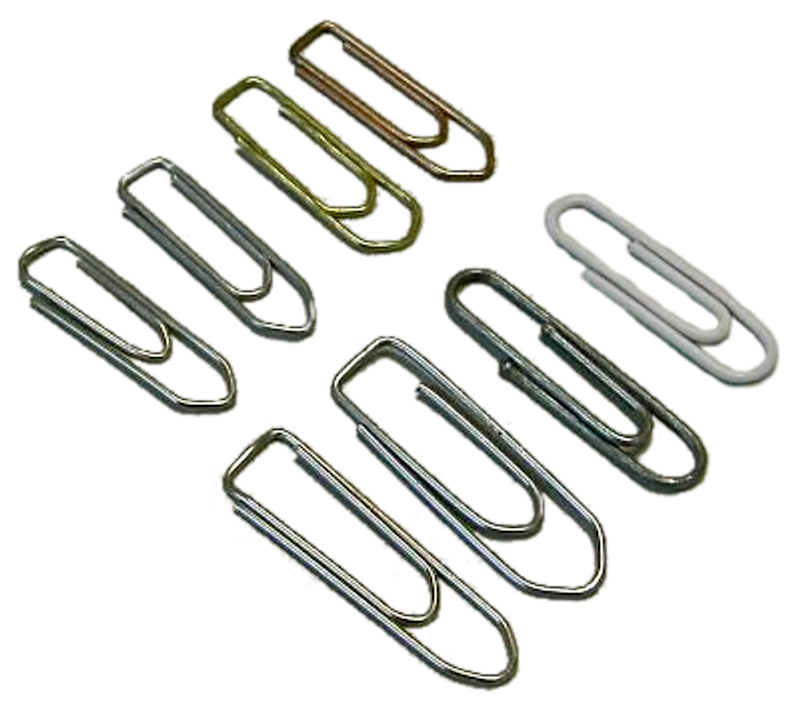
Clip: distintos tipos

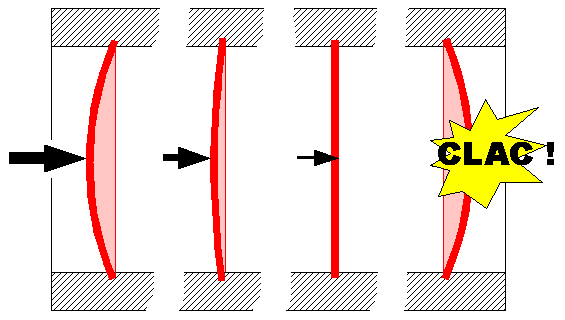
Muelle de pandeo a compresión

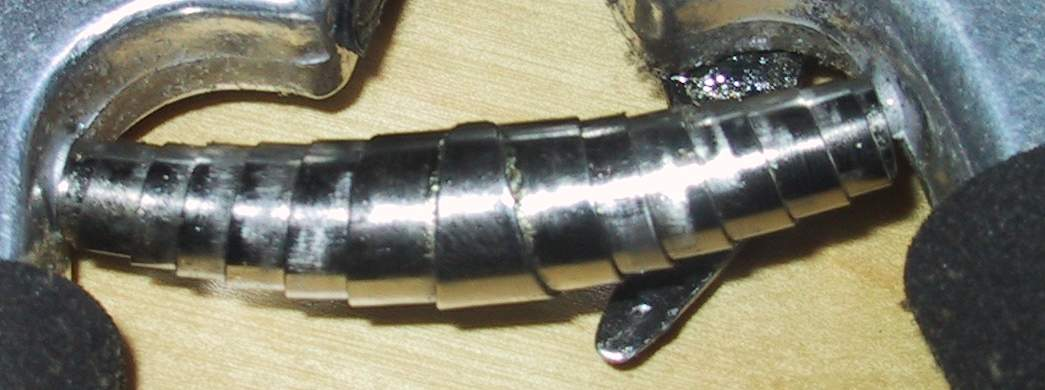
Resorte de voluta. A compresión, la chapa arrollada desliza dentro de sí misma, aumentando su recorrido útil

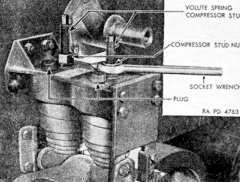
Muelle de voluta vertical de un carro de combate M3 Stuart

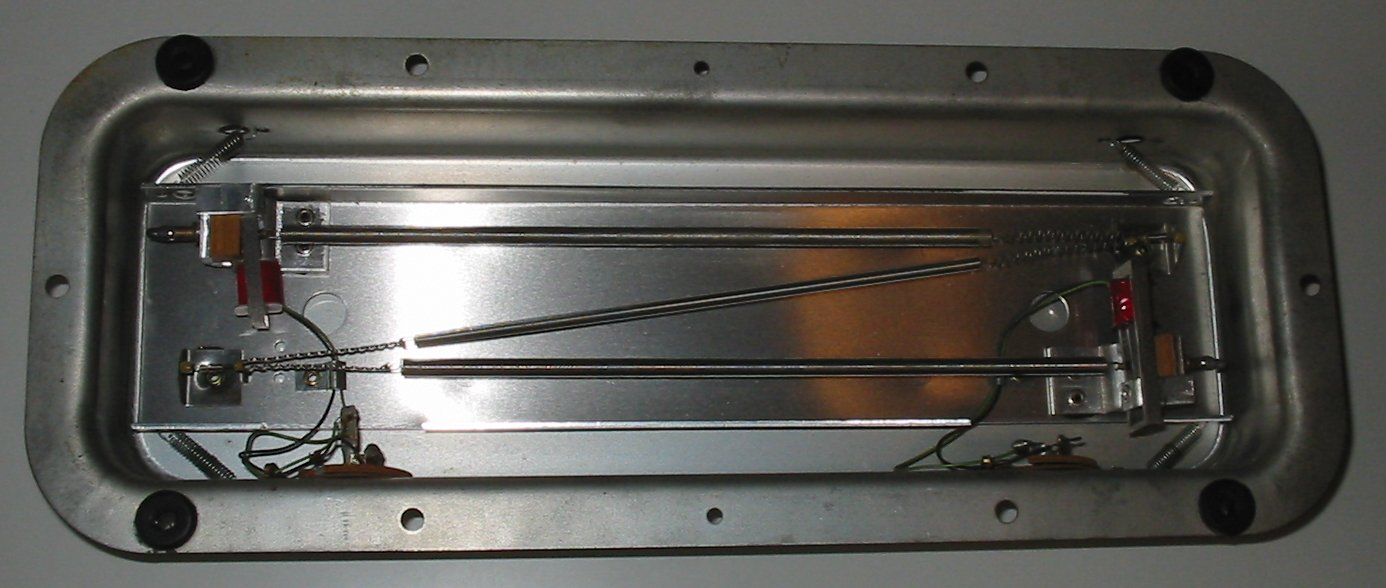
Muelles tensores de un dispositivo de reverberación

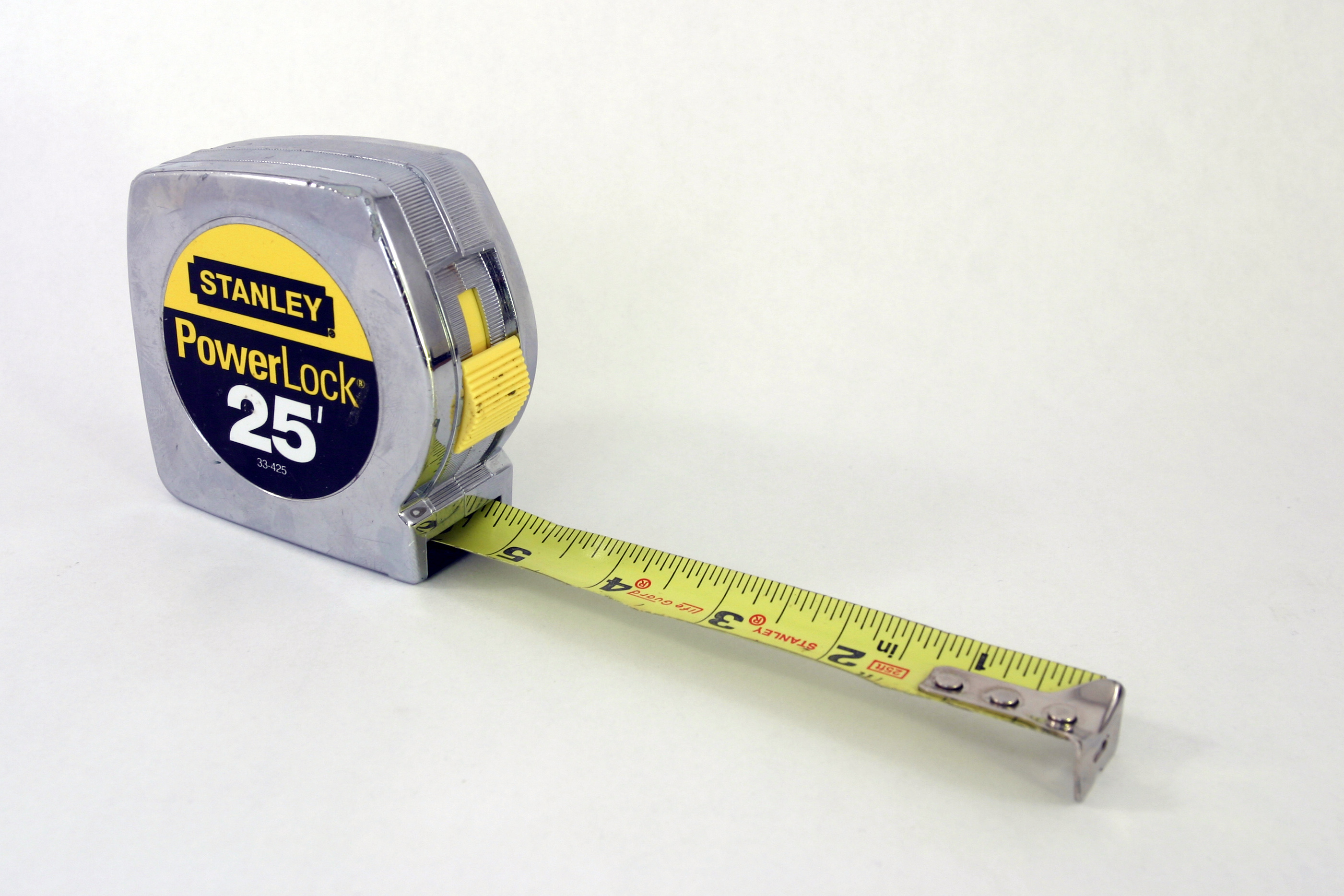
Flexómetro, equipado con un muelle de retención

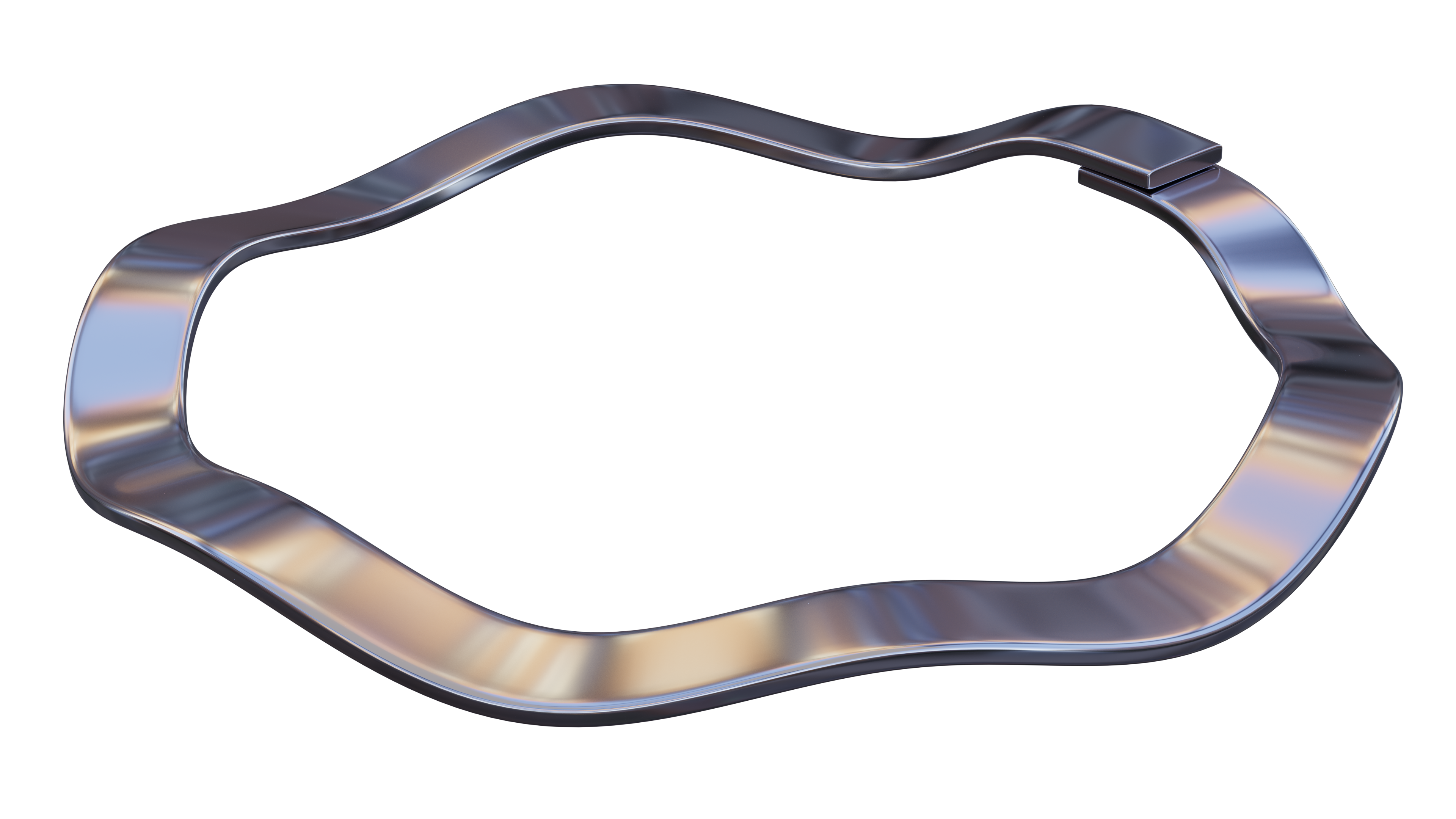
Arandela ondulada o «marcelada»

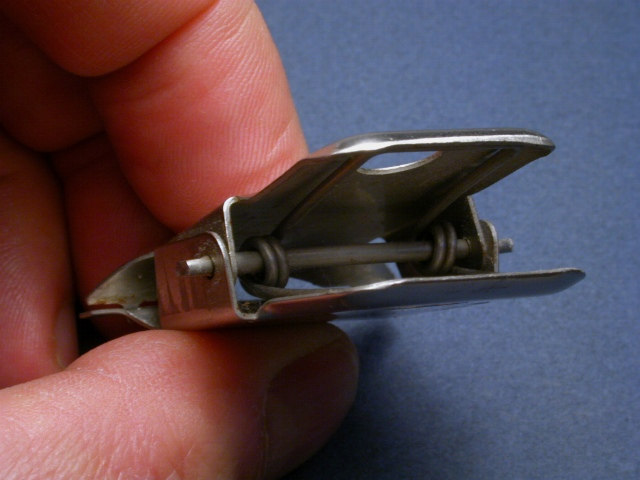
Resorte de torsión

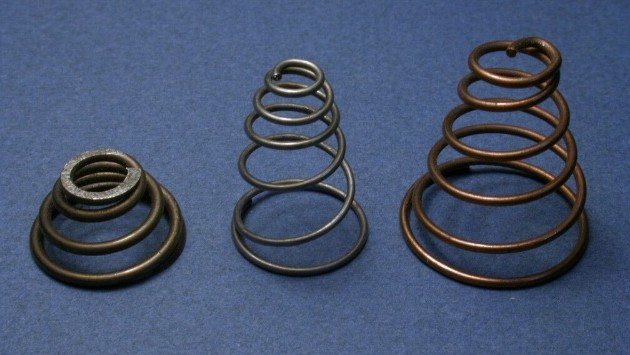
Resortes cónicos de compresión

Los resortes se pueden clasificar de diversas maneras, atendiendo a su forma, a la manera en que se les aplican las cargas, a cómo responden ante estas, a su proceso de fabricación o al uso al que se destinan: 
Según su forma:
- Muelles planos: formados a partir de láminas metálicas planas; uno de los ejemplos más conocidos de este tipo de mueles son las ballestas utilizadas en las suspensiones de muchos vehículos.
- Muelles espirales: formados al enrollar sobre sí misma una larga cinta metálica, cuyo diámetro va creciendo a medida que aumenta su número de vueltas, pero cuya altura (coincidente con el ancho de la cinta) permanece constante. Son utilizados en los clásicos relojes mecánicos de cuerda. Combinan características otras clases de muelles, ya que aunque se tensan arrollándolos al hacerlos girar alrededor de un eje (como las barras de torsión), en realidad trabajan a flexión (como los muelles de tracción y compresión).
- Muelles helicoidales: son los muelles más habituales. Consisten en bobinas de alambre que forman una hélice arrollada alrededor de un cilindro (u otra forma de revolución). Trabajan al variar la separación entre sus espiras.
- Barras de torsión: son piezas prismáticas de algún material flexible, capaces de adquirir una torsión reversible cuando se les aplica un momento de giro. Utilizadas en muchos tipos de suspensión de vehículos.
- Clips: son piezas cuya forma no se corresponde con ninguno de los tres patrones anteriores, aunque pueden combinar los comportamientos elásticos de algunos de ellos. Un ejemplo clásico son los clips elásticos utilizados para sujetar los rieles del ferrocarril. También existe una gran cantidad de resortes que no tienen formas comunes; quizás la más conocida sea la arandela Grower.

Según cómo se les aplica la fuerza de carga:
- Resorte de flexión: una carga perpendicular a la mayor dimensión de un elemento elástico (generalmente plano), es absorbida al doblarse por el resorte, que recupera su forma original al cesar la fuerza aplicada. Es el modo característico de trabajar de las ballestas utilizadas en la suspensión de distintos vehículos.
- Resorte de tracción: está diseñado para funcionar con una carga de tracción, por lo que el resorte se estira a medida que se le aplica la carga. Estos resortes soportan exclusivamente fuerzas de tracción y se caracterizan por tener un gancho en cada uno de sus extremos, de diferentes estilos: inglés, alemán, catalán, giratorio, abierto, cerrado o de dobles espira. Estos ganchos permiten montar los resortes de tracción en diversas posiciones.
- Resorte de compresión: está diseñado para funcionar con una carga de compresión, por lo que el resorte se acorta a medida que se le aplica la carga. Pueden ser cilíndricos, cónicos, bicónicos, de paso fijo o variable.
- Resorte de torsión: a diferencia de los tipos anteriores, en los que la carga es una fuerza axial, la carga aplicada a un resorte de torsión es un par o fuerza de torsión, y el extremo del resorte gira a medida que la carga es aplicada.
- Otros: existen resortes que pueden operar tanto a tracción como a compresión, e incluso a torsión.

Según cómo responden a la carga:
- Muelle constante: ofrece una resistencia fija, deformándose uniformemente cuando se le aplica una fuerza constante. Combinan un muelle helicoidal curvado y un brazo de palanca cuya longitud varía a medida que se aplica la carga.[10]
- Muelle variable: diseñados para soportar cargas y permitir desplazamientos, son muelles helicoidales cuya resistencia varía con el grado de compresión.[11]
- Muelle de rigidez ajustable: su resistencia a las cargas puede variarse dinámicamente mediante un sistema de control. Algunos tipos de estos muelles permiten ajustar su longitud, disponiendo de la capacidad de accionar otros mecanismos.[12]
- Muelle de pandeo: un tipo especial de muelle de compresión utilizado en los teclados de ordenador, que se valen del "colapso" brusco de la alineación del muelle cuando se supera una cierta presión para enviar un único impulso eléctrico.

Según su fabricación:
- Muelle plano: fabricado a partir de láminas planas de acero elástico.
- Muelle bobinado: un alambre o barra metálica enrollado alrededor de una figura de revolución (cilindro, cono, hiperboloide...), formando una hélice.
- Muelle mecanizado: a base de trabajar barras de acero mediante torneado o fresado, en lugar de una operación de bobinado. Pueden incorporar configuraciones especiales además del elemento elástico, y son adecuados para los casos de compresión/extensión o de torsión.
- Muelle de serpentina: un zig-zag de alambre grueso, usado a menudo en tapicería y en muebles modernos.
- Muelle anular: un resorte de acero helicoidal, con sus dos extremos conectados formando un anillo.

Tipos más utilizados::
- Muelle en voladizo: un resorte fijado solo en un extremo (como por ejemplo las palancas utilizadas en salto de trampolín).
- Muelle helicoidal: es un resorte (fabricado enrollando un alambre alrededor de un cilindro), normalmente de tres tipos:
  - Resortes de extensión, diseñados para alargarse cuando se someten a una carga. Sus espiras normalmente se tocan en la posición descargada, y tienen un gancho, ojo u otro medio de fijación en cada extremo.
  - Resortes de compresión, diseñados para acortarse cuando se cargan. Sus espiras no se tocan en la posición descargada y no necesitan puntos de fijación.
  - Resortes de tubos huecos, pueden ser muelles de extensión o muelles de compresión. La tubería hueca se llena con aceite, cuya presión hidrostática se controla mediante una membrana o un pistón en miniatura, lo que permite endurecer o relajar el resorte, al igual que sucede con la presión del agua dentro de una manguera de jardín. Alternativamente, la sección transversal del tubo se elige de manera que cambia su área cuando el tubo se somete a deformación torsional. El cambio del área de la sección transversal se traduce en un cambio en el volumen interno del tubo y el flujo de aceite dentro/fuera del resorte puede ser controlado por una válvula, regulando así su rigidez. Existen muchos diseños de este tipo que pueden cambiar la rigidez con cualquier frecuencia deseada, permitiendo modificar las cualidades del muelle.
- Resorte de voluta: un resorte helicoidal de compresión en forma de cono para que bajo compresión las espiras no hagan tope entre sí, lo que permite una carrera más larga.
- Resorte regulador: un delicado resorte en espiral utilizado en relojes, galvanómetros y mecanismos donde la electricidad debe transportarse a dispositivos que giran parcialmente, como volante de dirección, sin dificultar la rotación.
- Suspensión de ballesta: un resorte plano que se usa en las suspensiones de vehículos, interruptores eléctricos y arcos.
- Muelle en V: utilizado en mecanismos de armas de fuego antiguas, como la llave de rueda. También  utilizado en los pestillos de puerta tradicionales más simples.[13]

Otros tipos:
- Muelle Belleville: un resorte en forma de disco que se usa comúnmente para aplicar tensión a un perno (y también en el disparador activado por presión de las minas antipersonal).
- Muelle de fuerza constante: una cinta elástica enrollada firmemente que ejerce una fuerza casi constante a medida que se desenrolla.
- Muelle de gas: un volumen de gas comprimido.
- Resorte motor: un resorte en forma de cinta en espiral que se utiliza como fuente de energía para accionar los mecanismos de relojería utilizados en relojes, cajas de música o juguetes de cuerda.
- Muelle con retención: formado por una delgada banda de metal ligeramente cóncava en sección transversal. Cuando se enrolla, adopta una sección transversal plana, pero cuando se desenrolla, vuelve a su curva anterior, produciendo así una fuerza constante durante todo el desplazamiento, bloqueando la tendencia a rebobinarse. La aplicación más común son las cintas métricas de acero.[14]
- Muelles helicoidales de velocidad progresiva: un resorte helicoidal de velocidad variable, que generalmente se logra al tener una holgura desigual, de modo que cuando el resorte se comprime, una o más espiras descansan contra las espiras vecinas.
- Goma elástica: donde la energía se almacena estirando el material.
- Arandela elástica: se utiliza para aplicar una fuerza de tracción constante en el eje de un anclaje.
- Resorte de torsión: cualquier resorte diseñado para ser torcido en lugar de comprimido o extendido.[15] Usado en los sistemas de suspensión de vehículos como barras de torsión.
- Muelle ondulado: cualquiera de los muchos resortes, arandelas y expansores en forma de ondulada, generalmente fabricados con alambre plano o discos, que son marcelados según los términos industriales, generalmente por troquelado, recibiendo un patrón ondulado regular. También existen resortes de onda de alambre redondos. Los tipos incluyen arandelas onduladas, resortes ondulados de una sola vuelta, resortes ondulados de múltiples vueltas, resortes ondulados lineales, expansores Marcel, resortes ondulados entrelazados y resortes ondulados anidados.

Modelo teórico:
- Muelle ideal: un resorte teórico utilizado en física que no tiene peso, masa ni pérdidas de amortiguación. La fuerza ejercida por el resorte es proporcional a la distancia que el resorte se estira o comprime desde su posición relajada.[16]

## Usos
- Vehículos: suspensiones helicoidales, suspensión de ballesta, barras de torsión
- Relojes: resorte regulador en relojes mecánicos y barras con resortes para unir los brazaletes y los cierres
- Imperdibles
- Joyería: mecanismos de cierre
- Mecanismos de cierre: reconocimiento de teclas y para coordinar los movimientos de varias partes de una cerradura
- Bandejas mecánicas: lectores de CD, magnetófonos
- Bolígrafos
- Colchones de muelles
- Slinky, muelle de juguete
- Cama elástica
- Pogo saltarín
- Reverberación
- Teclados con muelles de pandeo
- Muelles de tapicería
- Juguetes
- Educación
- Armas de aire comprimido
- Armas de fuego
- Reverberación en órganos electrónicos
- Jarcias de amarre de una embarcación

## Física del resorte

### Teoría
En física clásica, un resorte puede verse como un dispositivo que almacena energía potencial, específicamente energía de deformación, al tensar los enlaces entre los átomos de un material elástico.
La ley de Hooke de la elasticidad establece que la extensión de una barra elástica (su longitud extendida menos su longitud relajada) es linealmente proporcional a su tensión, la fuerza aplicada para estirarla. Del mismo modo, la contracción (extensión negativa) es proporcional a la compresión (tensión negativa).
Esta ley en realidad solo se aplica aproximadamente, y solo cuando la deformación (extensión o contracción) es pequeña en comparación con la longitud total de la barra. Para deformaciones más allá del límite elástico, los enlaces atómicos se rompen o se reorganizan, y un resorte puede romperse, doblarse o deformarse permanentemente. Muchos materiales no tienen un límite elástico claramente definido, y la ley de Hooke no puede aplicarse de manera significativa a estos materiales. Además, para los materiales superelásticos, la relación lineal entre fuerza y desplazamiento es apropiada solo en la región de baja tensión.
La ley de Hooke es una consecuencia matemática del hecho de que la energía potencial de la barra es mínima cuando tiene su longitud relajada. Cualquier función infinitamente diferenciable de una variable se aproxima a una función cuadrática cuando se examina lo suficientemente cerca de su punto mínimo, como se puede ver al examinar los términos de la serie de Taylor. Por lo tanto, la fuerza, que es la derivada de la energía con respecto al desplazamiento, se aproxima a una  función lineal.
La fuerza de un resorte completamente comprimido toma la forma
| Símbolo              | Nombre                          |
| -------------------- | ------------------------------- |
| {\displaystyle E}    | Módulo de Young                 |
| {\displaystyle \nu } | Coeficiente de Poisson          |
| {\displaystyle n}    | Número de espiras activas       |
| {\displaystyle D}    | Diámetro exterior del resorte   |
| {\displaystyle d}    | Diámetro del alambre de resorte |
| {\displaystyle L}    | Longitud libre del resorte      |

### Resortes de longitud cero
Resorte de longitud cero es un término para un resorte helicoidal especialmente diseñado que ejercería una fuerza cero si tuviera una longitud cero. Si no hubiera ninguna restricción debido al diámetro de alambre finito de dicho resorte helicoidal, tendría una longitud cero en la condición no estirada. Es decir, en un gráfico lineal de la fuerza del resorte frente a su longitud, la línea pasaría a través del origen. Obviamente, un resorte helicoidal no puede contraerse a longitud cero, porque en algún momento las bobinas se tocan entre sí y el resorte ya no puede acortarse. Los muelles de longitud cero se fabrican mediante un resorte helicoidal con tensión incorporada (se introduce una torsión en el alambre a medida que se enrolla durante la fabricación, lo que funciona porque un resorte en espiral se "desenrolla" a medida que se estira), así que podría contraerse aún más, por lo que el punto de equilibrio del resorte, el punto en el que su fuerza de restauración es cero, ocurre a una longitud de cero. En la práctica, los resortes de longitud cero se hacen combinando un resorte de longitud negativa, hecho con aún más tensión para que su punto de equilibrio sea de longitud "negativa", con un trozo de material inelástico de la longitud adecuada para que el punto de fuerza cero se sitúe en la longitud cero.
Se puede unir un resorte de longitud cero a una masa en un brazo articulado de tal manera que la fuerza sobre el peso esté casi exactamente equilibrada por el componente vertical de la fuerza del resorte, sea cual sea la posición del brazo. Esto crea un "péndulo" horizontal con una oscilación de periodo muy largo. Estos péndulos permiten a los sismógrafos detectar las ondas más lentas de los terremotos. La suspensión LaCoste con muelles de longitud cero también se usa en gravímetros porque es muy sensible a los cambios de gravedad. Los resortes para cerrar puertas a menudo tienen una longitud de aproximadamente cero, de modo que ejercen fuerza incluso cuando la puerta está casi cerrada, para que puedan mantenerla cerrada firmemente.

### Energía de deformación
La manera más sencilla de analizar un resorte físicamente es mediante su modelo ideal global y bajo la suposición de que este obedece la Ley de Hooke. establece así la ecuación del resorte, donde se relaciona la fuerza F ejercida sobre el mismo con el alargamiento/contracción o elongación "x" producida, del siguiente modo:

{\displaystyle F=-kx\,},     siendo    {\displaystyle k={\frac {AE}{L}}}

| Símbolo           | Nombre                                                                                     |
| ----------------- | ------------------------------------------------------------------------------------------ |
| {\displaystyle k} | Constante elástica del resorte                                                             |
| {\displaystyle x} | Elongación (alargamiento producido)                                                        |
| {\displaystyle A} | Sección del cilindro imaginario que envuelve al resorte                                    |
| {\displaystyle E} | Módulo de elasticidad del resorte (no confundir con el módulo de elasticidad del material) |

La energía de deformación o energía potencial elástica {\displaystyle U_{k}} asociada al estiramiento o acortamiento un resorte lineal viene dada por la integración de trabajo realizado en cada cambio infinitesimal {\displaystyle dx\,} de su longitud: 

{\displaystyle U_{k}=-\int _{0}^{x}F(x)\ dx=-\int _{0}^{x}-k(x)x\ dx\ ={\frac {1}{2}}kx^{2}}

Si el resorte no es lineal entonces la rigidez del resorte es dependiente de su deformación y en ese caso se tiene una fórmula algo más general:

{\displaystyle U_{k}=\int _{0}^{x}k(x)\cdot x\ dx}

### Ecuación diferencial y ecuación de ondas
Definiremos ahora una constante intrínseca del resorte independiente de la longitud de este y estableceremos así la ley diferencial constitutiva de un muelle. Multiplicando {\displaystyle k} por la longitud total, y llamando al producto {\displaystyle k_{i}} o k intrínseca, se tiene:

{\displaystyle k_{i}=AE\,}    donde   {\displaystyle k={\frac {k_{i}}{L}}}

Llamaremos {\displaystyle F(x)\,} a la tensión en una sección del muelle situada a una distancia {\displaystyle x\,} de uno de sus extremos, que consideraremos fijo y que tomaremos como origen de coordenadas, {\displaystyle k_{\Delta x}} a la constante de un pequeño trozo de muelle de longitud {\displaystyle \Delta x\,} a la misma distancia y {\displaystyle \delta _{\Delta x}\,} al alargamiento de ese pequeño trozo en virtud de la aplicación de la fuerza {\displaystyle F(x)\,}. Por la ley del muelle completo:

{\displaystyle F(x)=-k_{\Delta x}\delta _{\Delta x}=k_{i}{\frac {\delta _{\Delta x}}{\Delta x}}}

Tomando el límite:

{\displaystyle F(x)=-k_{i}{\frac {{\delta }_{dx}}{dx}}}

que por el principio de superposición resulta:

{\displaystyle F\left(x\right)=-k_{i}{\frac {d{\delta }}{dx}}=-AE{\frac {d\delta }{dx}}}

Si además suponemos que tanto la sección como el módulo de elasticidad pueden variar con la distancia al origen, la ecuación queda:

{\displaystyle F\left(x\right)=-k_{i}\left(x\right){\frac {d{\delta }}{dx}}=-A\left(x\right)E\left(x\right){\frac {d\delta }{dx}}}

Que es la ecuación diferencial completa del muelle. Si se integra para todo x, de obtiene como resultado el valor del alargamiento unitario total. Normalmente puede considerarse F (x) constante e igual a la fuerza total aplicada. Cuando F (x) no es constante y se incluye en el razonamiento la inercia de este, se llega a la ecuación de onda unidimensional que describe los fenómenos ondulatorios.
Supongamos, por simplicidad, que tanto la sección del resorte, como su densidad (entendiendo densidad como la masa de un tramo de muelle dividida por el volumen del cilindro imaginario envolvente) y su módulo de elasticidad son constantes a lo largo del mismo y que el resorte es cilíndrico. Llamemos {\displaystyle \Psi \left(x\right)} al desplazamiento de una sección de muelle. Ahora tomemos un tramo diferencial de muelle de longitud (dx). La masa de esa porción vendrá dada por:

{\displaystyle dm=\rho Adx}

Aplicando la segunda ley de Newton a ese tramo:

{\displaystyle F\left(x\right)-F(x+dx)\left(x\right)=-dm{\frac {{\partial }^{2}\Psi }{{\partial t}^{2}}}=-\rho Adx{\frac {{\partial }^{2}\Psi }{{\partial t}^{2}}}}

Es decir:

{\displaystyle {\frac {\partial F}{\partial x}}dx=-\rho Adx{\frac {{\partial }^{2}\Psi }{{\partial t}^{2}}}\rightarrow {\frac {\partial F}{\partial x}}=-\rho A{\frac {{\partial }^{2}\Psi }{{\partial t}^{2}}}}

Por otro lado es sencillo deducir que

{\displaystyle d\delta =\Psi \left(x+dx\right)-\Psi \left(x\right)={\frac {\partial \Psi }{\partial x}}dx}

Al introducir, por tanto, esta expresión en la ecuación diferencial del muelle antes deducida, se llega a:

{\displaystyle F\left(x\right)=-AE{\frac {\partial \Psi }{\partial x}}}

Derivando esta expresión respecto a x se obtiene:

{\displaystyle {\frac {\partial F}{\partial x}}=-AE{\frac {{\partial }^{2}\Psi }{{\partial x}^{2}}}}

Juntando la expresión temporal con la expresión espacial se deduce finalmente la ecuación general de un muelle cilíndrico de sección, densidad y elasticidad constantes, que coincide exactamente con la ecuación de onda longitudinal:

{\displaystyle {\frac {{\partial }^{2}\Psi \left(x,t\right)}{{\partial t}^{2}}}={\frac {E}{\rho }}\times {\frac {{\partial }^{2}\Psi \left(x,t\right)}{{\partial x}^{2}}}}

De la que se deduce la velocidad de propagación de perturbaciones en un muelle ideal como:

{\displaystyle c={\sqrt {\frac {E}{\rho }}}}

#### Muelle con una masa suspendida
Para el caso de un muelle con una masa suspendida,

{\displaystyle {\begin{cases}F=-kx\ \Rightarrow \ m{\cfrac {d^{2}x}{dt^{2}}}=-kx\\{\cfrac {dx(0)}{dt}}=v_{0}\end{cases}}}

Cuya solución es {\displaystyle x=(v_{0}/\omega )\sin {\omega t}}, es decir, la masa realiza un movimiento armónico simple de amplitud {\displaystyle A_{0}=v_{0}/\omega } y frecuencia angular {\displaystyle \omega }.
Derivando y sustituyendo:

{\displaystyle \ \displaystyle -\omega ^{2}{\frac {v_{0}}{\omega }}\sin \omega t=-{\frac {k}{m}}{\frac {v_{0}}{\omega }}\sin \omega t}

Simplificando:

{\displaystyle \displaystyle \omega ={\sqrt {\frac {k}{m}}}}

Esta ecuación relaciona la frecuencia natural con la rigidez del muelle y la masa suspendida.

#### Muelle de densidad variable
Para un muelle de densidad variable, módulo de elasticidad variable y sección de la envolvente variable, la ecuación generalizada de las perturbaciones es la que sigue:

{\displaystyle {\frac {{\partial }^{2}\Psi \left(x,t\right)}{{\partial t}^{2}}}={\frac {1}{\rho \left(x\right)}}\left[{\frac {\partial A\left(x\right)}{\partial x}}{\frac {E\left(x\right)}{A\left(x\right)}}+{\frac {\partial E\left(x\right)}{\partial x}}\right]{\frac {\partial \Psi \left(x,t\right)}{\partial x}}+{\frac {E\left(x\right)}{\rho \left(x\right)}}{\frac {{\partial }^{2}\Psi \left(x,t\right)}{{\partial x}^{2}}}}

En un resorte de estas características, la onda viajera cambiaría su velocidad y, por tanto, su longitud de onda a lo largo del recorrido. Además, en unas zonas del muelle su amplitud sería mayor que en otras, es decir, la solución depende de tres funciones arbitrarias:

{\displaystyle \Psi (x,t)=A_{0}(x){\frac {f(x+c(x)t)+f(x-c(x)t)}{2}}}

En el análisis de un resorte real, aparecen también ondas longitudinales, transversales y de torsión lo largo y ancho de las espira que se propagan a una velocidad que depende de la raíz cuadrada del módulo de elasticidad E del material para las longitudinales del módulo de elasticidad transversal G del material para las transversales y del módulo de torsión de la espira para las de torsión, divididas todas por la densidad del material.

### Soluciones a la ecuación de ondas en un muelle

Solución a condiciones iniciales senoidales

La solución general a la ecuación en derivadas parciales del muelle simplificado de longitud infinita se describe a continuación. Dadas las condiciones iniciales:
{\displaystyle \Psi (x,0)=f(x)\,}
{\displaystyle {\Psi }_{t}(x,0)=g(x)\,}
donde {\displaystyle {\Psi }_{t}={\frac {\partial \Psi }{\partial t}}\,}, la función de D'Alembert solución a la ecuación de onda puede escribirse como:

{\displaystyle \Psi (x,t)={\frac {f(x-ct)+f(x+ct)}{2}}+{\frac {1}{2c}}\int _{x-ct}^{x+ct}g(s)ds}

Tal solución admite que F y G puedan ser cualquier clase de funciones continuas {\displaystyle \scriptstyle f(x)\in C^{k}} y {\displaystyle \scriptstyle g(x)\in C^{k-1}} cuando {\displaystyle \scriptstyle u(t,x)\in C^{k}}.
Para un muelle de longitud finita L con sus extremos anclados, el problema se convierte en uno de contorno que puede resolverse mediante separación de variables con la teoría de Sturm-Liouville. Dadas unas condiciones iniciales como las anteriormente descritas y unas condiciones de contorno de extremos fijos. Las condiciones iniciales pueden desarrollarse en una serie de Fourier de la siguiente forma:
{\displaystyle f\left(x\right)=\sum _{n=1}^{\infty }A_{n}\sin {\left({\frac {n\pi x}{L}}\right)}}
{\displaystyle g\left(x\right)=\sum _{n=1}^{\infty }B_{n}{\frac {cn\pi }{L}}\sin {\left({\frac {n\pi x}{L}}\right)}}
En donde los coeficientes de Fourier se obtienen tras integrar las funciones f y g como sigue:
{\displaystyle A_{n}={\frac {2}{L}}\int _{0}^{L}f\left(x\right)\sin {\left({\frac {n\pi x}{L}}\right)}dx}
{\displaystyle B_{n}={\frac {2}{n\pi c}}\int _{0}^{L}g\left(x\right)\sin {\left({\frac {n\pi x}{L}}\right)}dx}
para {\displaystyle n=1,2,...}
La solución a este problema queda escrita como sigue:

{\displaystyle \Psi (x,t)=\sum _{n=1}^{\infty }A_{n}\sin {\left({\frac {n\pi x}{L}}\right)}\cos {\left({\frac {cn\pi t}{L}}\right)}+\sum _{n=1}^{\infty }B_{n}\sin {\left({\frac {n\pi x}{L}}\right)}\cos {\left({\frac {cn\pi t}{L}}\right)}}